# 781
| 781                |
| ------------------ |
| Dødsfald - Fødsler |
|                    |

| Gregoriansk kalender | 781 DCCLXXXI            |
| Ab urbe condita      | 1534                    |
| Armensk kalender     | 230 ԹՎ ՄԼ               |
| Kinesiske kalender   | 3477 – 3478 庚申 – 辛酉 |
| Etiopisk kalender    | 773 – 774               |
| Jødisk kalender      | 4541 – 4542             |
| Hindukalendere       |                         |
| - Vikram Samvat      | 836 – 837               |
| - Shaka Samvat       | 703 – 704               |
| - Kali Yuga          | 3882 – 3883             |
| Iransk kalender      | 159 – 160               |
| Islamisk kalender    | 164 – 165               |

Se også 781 (tal)